# 대일버스
대일버스(大一BUS)는 대한민국 대구광역시의 시내버스 운송 업체이다.

## 연혁
- 1980년 3월 1일 대덕버스에서 통합 2년만에 분리,[2] 시내버스 운송면허를 취득[3] 하여 설립했다.
- 오랫동안 대륜고등학교 건너편 담티역 4번 출구 옆의 만촌2동 시내버스 종점으로 이용되고 있다.
- 과거 234번, 524번, 651번 노선을 운행한 적이 있었다.
- 대일버스 차고지 입구 옆에는 황금동 두리봉터널 고가도로 출구가 있다.

## 보유 차량
- 현대자동차: 뉴 슈퍼에어로시티, 저상 뉴 슈퍼에어로시티

## 차고지
- 대구광역시 수성구 달구벌대로 2699 (만촌동) 담티역 4번 출구

## 노선
| 노선번호                     | 운행경로 기점 ↔ 중간경유지 ↔ 종점   | 운행경로 기점 ↔ 중간경유지 ↔ 종점 | 운행경로 기점 ↔ 중간경유지 ↔ 종점   | 운행대수     | 비고          |
| ---------------------------- | ----------------------------------- | --------------------------------- | ----------------------------------- | ------------ | ------------- |
| 402번                        | 수성구 범물동                       |                                   | 서구 이현동 서대구역                | 15 (저상 10) | 단독운행      |
| 425번                        | 수성구 황금1동 경북고등학교         | 중구 공평동 2.28기념중앙공원      | 달성군 다사읍 매곡리                | 12 (저상 7)  | 신흥버스 공배 |
| 503번                        | 북구 연경동                         | 중구 덕산동 반월당역              | 달서구 갈산동 신흥버스              | 12 (저상 6)  | 신흥버스 공배 |
| 구 305번 구 234번 통합 504번 | 달성군 다사읍 매곡리 매곡공영차고지 | 서구 내당4동 경운초등학교         | 수성구 범물1동 범물1동 행정복지센터 | 10 (저상 4)  | 경신교통 공배 |
| 예비                         |                                     |                                   |                                     | 3            | 단독운행      |
| 4종                          |                                     |                                   |                                     | 52대         |               |

## 갤러리

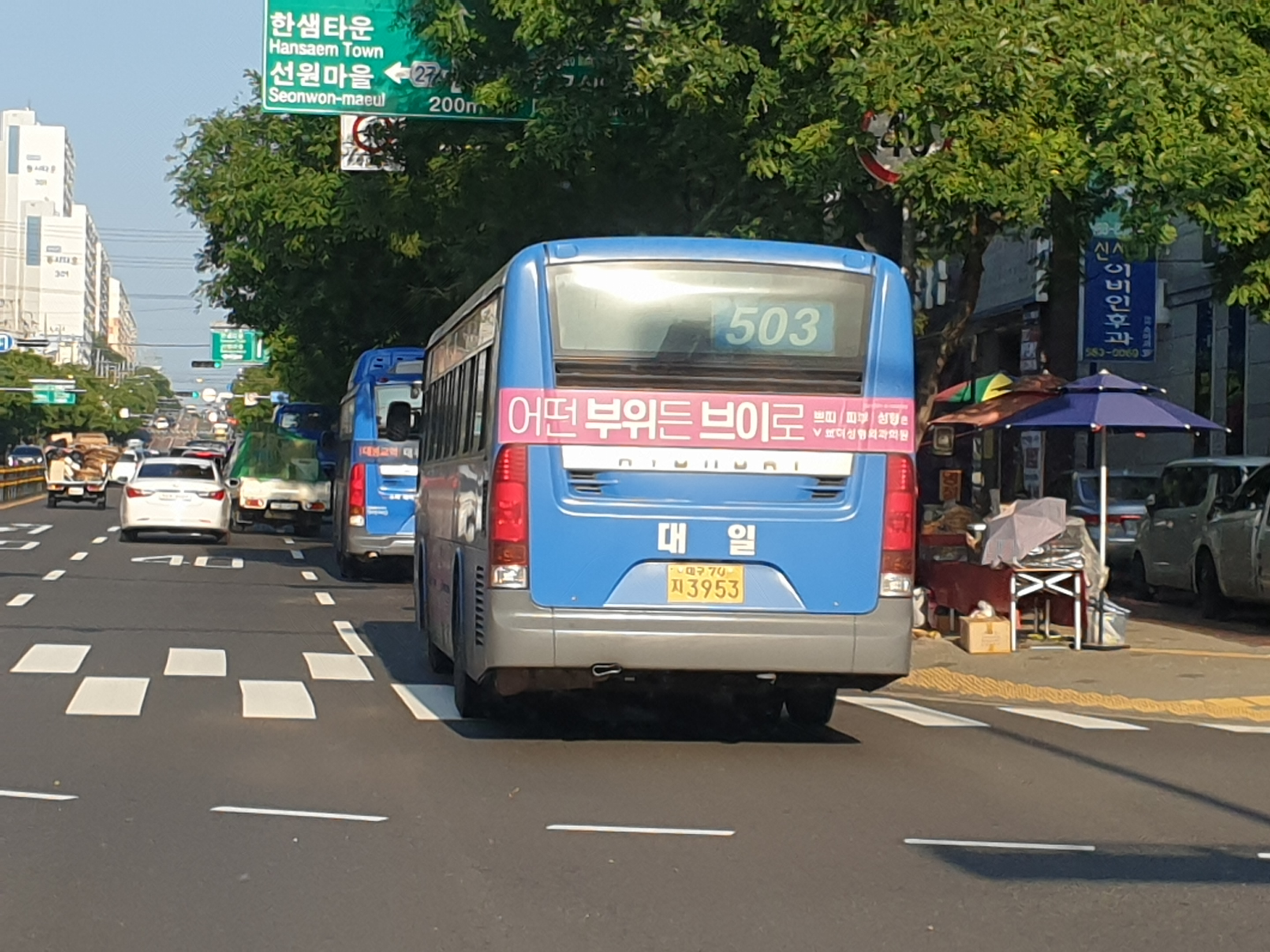
대구시내버스 503번 (이 노선은 신흥버스와 공동배차한다.)